# De geest in de koffiepot
De geest in de koffiepot is het 55e album in de reeks De avonturen van Urbanus.

## Verhaal
Cesar wordt een plant. Later wordt hij schijndood. Kattenbakvulling verkleedt zich in Kattakwakumba, waardoor Cesar nog zieker wordt. Later komt Urbanus de geest van Eufrazie tegen en hij achtervolgt haar naar de geestenvergadering. Daar hoort hij van alles over de wonderdokter-geesten Gert, Guust en Grevory Grovesnee. Als ze die te pakken krijgen en zorgen dat ze niet ontsnappen, moeten ze van de drie zwarte geesten witte geesten maken en dan kunnen ze Cesar redden! Maar de vraag is: Lukt dat hen wel?